# Янтіковське сільське поселення (Янтіковський район)
Я́нтіковське сільське поселення (рос. Янтиковское сельское поселение) — муніципальне утворення у складі Янтіковського району Чувашії, Росія. Адміністративний центр — село Янтіково.
Станом на 2002 рік село Руські Норваші перебувало у складі Яншихово-Норваської сільської ради.

## Населення
Населення — 3755 осіб (2019, 4174 у 2010, 4586 у 2002).

## Склад
До складу поселення входять такі населені пункти:
| Населений пункт      | Населення, осіб (2002) | Населення, осіб (2010) |
| -------------------- | ---------------------- | ---------------------- |
| Іваново, присілок    | 296                    | 225                    |
| Підлісне, присілок   | 378                    | 321                    |
| Руські Норваші, село | 157                    | 134                    |
| Салагаєво, присілок  | 392                    | 343                    |
| Янтіково, село       | 3363                   | 3151                   |